# Aus den Notizen eines Jähzornigen

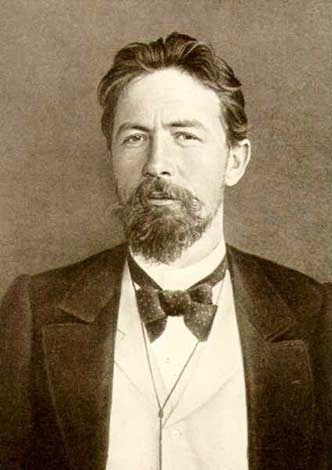
Anton Tschechow

Aus den Notizen eines Jähzornigen (russisch Из записок вспыльчивого человека, Is sapissok wspyltschiwowo tscheloweka) ist eine Erzählung des russischen Schriftstellers Anton Tschechow, die am 5. und 12. Juli 1887 in den Nummern 26 und 27 des satirischen Wochenblattes Budilnik erschien. Zu Lebzeiten des Autors wurde der Text ins Bulgarische, Deutsche, Serbokroatische, Tschechische und Ungarische übertragen.

## Handlung
Der Ich-Erzähler Nikolai Andrejitsch verlebt mit der Mutter die schöne Jahreszeit in der Sommerfrische. Nikolai, der von der gebildeten Damenwelt in der waldigen Umgebung Nicolas gerufen wird, nennt sich einen ernsten Menschen. Er will mit der Dissertation Vergangenheit und Zukunft der Hundesteuer als Finanzrechtler promovieren. Der aufstrebende junge Wissenschaftler leitet seine Doktorarbeit mit einem geschichtlichen Abriss, beginnend bei den alten Griechen, ein. Als er gerade Herodot und Xenophon zu Vorreitern auf dem Sektor der Hundesteuer hochstilisieren möchte, wird er von so einer heiratslustigen, zärtlichen Nadenka oder Warenka empfindlich gestört. Das Mädchen ängstigt sich vor dem großen Hund in der Nachbarschaft, an dem sie auf dem Heimwege vorbeimuss. Der stets sehr höfliche Nicolas kann das Hilfeersuchen nicht ablehnen und denkt auf dem Gipfelpunkt der gefährlichen Passage: Hund – Hundesteuer – Dissertation. Nadenka – oder heißt sie Warenka? – krallt sich an Nicolas fest und lässt nicht locker. Der Finanzrechtler muss mit zur Mutter des Mädchens, muss am Mittagessen teilnehmen und darauf im Walde Pilze und Beeren suchen. Nicolas mutmaßt, Nadenka-Warenka könnte auch Maschenka heißen. Jedenfalls setzt sich der Wissenschaftler vergeblich gegen die Heiratsabsicht von Mutter und Tochter durch. Der Grund ist sein erfolgreicher Kampf gegen eine seiner dominierenden Charaktereigenschaften – den Jähzorn: Nicolas schweigt tapfer, wenn er gegen seinen Willen zur Ehe vereinnahmt werden soll. Das Schweigen nimmt Nadenka-Warenka-Maschenka allerdings für die Aufforderung zum Frontalangriff auf den jungen Mann. Der endet mit einer Ehe. Nun ist Nicolas verheiratet und beneidet den Offizier in der Nachbarschaft; einen kriegsversehrten Veteranen. Der hat sich seine geistige Unzurechnungsfähigkeit infolge einer Verwundung an der Schläfe ärztlich attestieren lassen und ist gegen weitere Anstürme der Nadenka-Warenka-Maschenkas gefeit. Auf die Idee mit der Bescheinigung ist Nicolas nicht gekommen. Dabei wimmelt es in seiner Verwandtschaft von adäquaten Fällen. Ein Onkel starb an Trunksucht, einer leidet an akuter Zerstreutheit und eine Tante steckt jedem Manne die Zunge heraus.

## Deutschsprachige Ausgaben
- Aus den Notizen eines Jähzornigen. Deutsch von Georg Schwarz. S. 45–56 in Marga Erb (Hrsg.): Anton P. Tschechow: Aus den Notizen eines Jähzornigen. Erzählungen. 412 Seiten. Reclam, Leipzig 1972, ohne ISBN

### Verwendete Ausgabe
- Aus den Notizen eines Jähzornigen. S. 470–481 in Gerhard Dick (Hrsg.) und Wolf Düwel (Hrsg.): Anton Tschechow: Das schwedische Zündholz. Kurzgeschichten und frühe Erzählungen. Deutsch von Georg Schwarz. 668 Seiten. Rütten & Loening, Berlin 1965 (1. Aufl.)